# Hradec nad Svitavou
Hradec nad Svitavou település Csehországban, a Svitavyi járásban. Hradec nad Svitavou Kamenná Horka, Svitavy, Sklené, Banín, Březová nad Svitavou, Vendolí és Radiměř településekkel határos. Lakosainak száma 1687 fő (2024. január 1.).

## Népesség
A település lakosságának változását az alábbi diagram mutatja:
| Lakosok száma | 2466 | 2666 | 2549 | 1826 | 1745 | 1641 | 1714 | 1697 | 1669 | 1687 |
|               | 1869 | 1890 | 1921 | 1950 | 1980 | 2001 | 2017 | 2019 | 2022 | 2024 |